# Denver Duke and Jeffrey Null
Denver Duke and Jeffrey Null waren zwei US-amerikanische Country-Sänger, die als sich als Duo Anfang der 1950er Jahre zusammentaten.

## Bandgeschichte
Denver Duke, der aus Savannah, Tennessee stammt, trat mit Jeffrey Null, der ebenfalls aus Tennessee kam, erstmals bei dem Radiosender WVOW in Logan, West Virginia auf. Ihre ersten Platten spielten sie beim Balkan-Label aus Illinois mit den Ozark Pioneers ein. Bei Balkan wurden Duke und Null als Men with Women Voices vermarktet, da vor allem Dukes Stimme für einen Mann ungewöhnlich hoch war und man sie leicht mit der einer Frau verwechselte.
Dann begann der Country-Sänger Howard Vokes die beiden Sänger zu managen. Er verschaffte ihnen einen Plattenvertrag bei den Blue Hen Records. Dort nahmen sie Vokes’ Titel Hank Williams, That Alabama Boy zusammen mit When We Meet Up Yonder auf. Die Platte verkaufte sich unerwartet gut und konnte sich in den Billboard Charts platzieren. Somit hatten sie die Möglichkeit, in der Grand Ole Opry, im WWVA Jamboree und in anderen bekannten Radiosendungen aufzutreten. 1956 wechselten Null und Duke zu Mercury Records, wo sie den Rock’n’Roll Blues aufnahmen. Der Bluegrass-Titel ist wohl ihr bekanntester Song und wird auch bei einigen heutigen Rockabilly-Veröffentlichungen verwendet.
Danach veröffentlichten sie Platten bei ihrem Guitar-Label sowie Starday Records und betrieben einen Gitarren-Laden in Dayton, Ohio.

## Diskografie
| Jahr | Titel                                                    | Plattenfirma     |
| ---- | -------------------------------------------------------- | ---------------- |
|      | When We Meet Up Yonder / Lonesome For Mother             | Balkan 8000 1    |
|      | God Took My Precious Darling / A Million Tears           | Balkan 8003 1    |
|      | Hank Williams, That Alabama Boy / When We Meet Up Yonder | Blue Hen 127     |
| 1956 | Rock’n’Roll Blues / Hank Williams Isn’t Dead             | Mercury 70970X45 |
| 1958 | Blue Blue Blue / Candle Lit Cathedral                    | Guitar 777       |
| 1959 | Trouble Number Two / I’ll Say I Do                       | Starday 446      |
| 1959 | Dear Lord, Let Me Die / I’m Gonna Get You                | Starday 479      |

1 als Denver Duke and his Ozark Pioneers